# 岩代川俁站
岩代川俁站（日语：／ Iwashiro-Kawamata eki */?）是位於福島縣伊達郡川俁町，日本國有鐵道的川俁線車站（廢站）。隨著川俁線全線廢除，車站在1972年（昭和47年）5月14日廢除。

## 歷史
- 1926年（大正15年）3月1日 - 車站啟用。
- 1938年（昭和13年）6月20日 - 省營自動車開設福浪線（日语：ジェイアールバス東北福島支店）（福島站至岩代川俁站至浪江站之間）[1]
- 1943年（昭和18年）9月1日 - 川俁線指定為不要不急線使暫停營業[2]
- 1946年（昭和21年）7月1日 - 川俁線恢復服務[3]
- 1972年（昭和47年）5月14日 - 隨著川俁線廢線，此站也被廢除[4]

## 現況
車站遺址設立了紀念碑和建設了「前川俁站資料館」。由於該資料館實際上是一個住宅區中的集會地點，因此一般很少公開開放。車站遺址曾經保存的C12 66現時由真岡鐵道擁有，並不時於真岡線內行走。

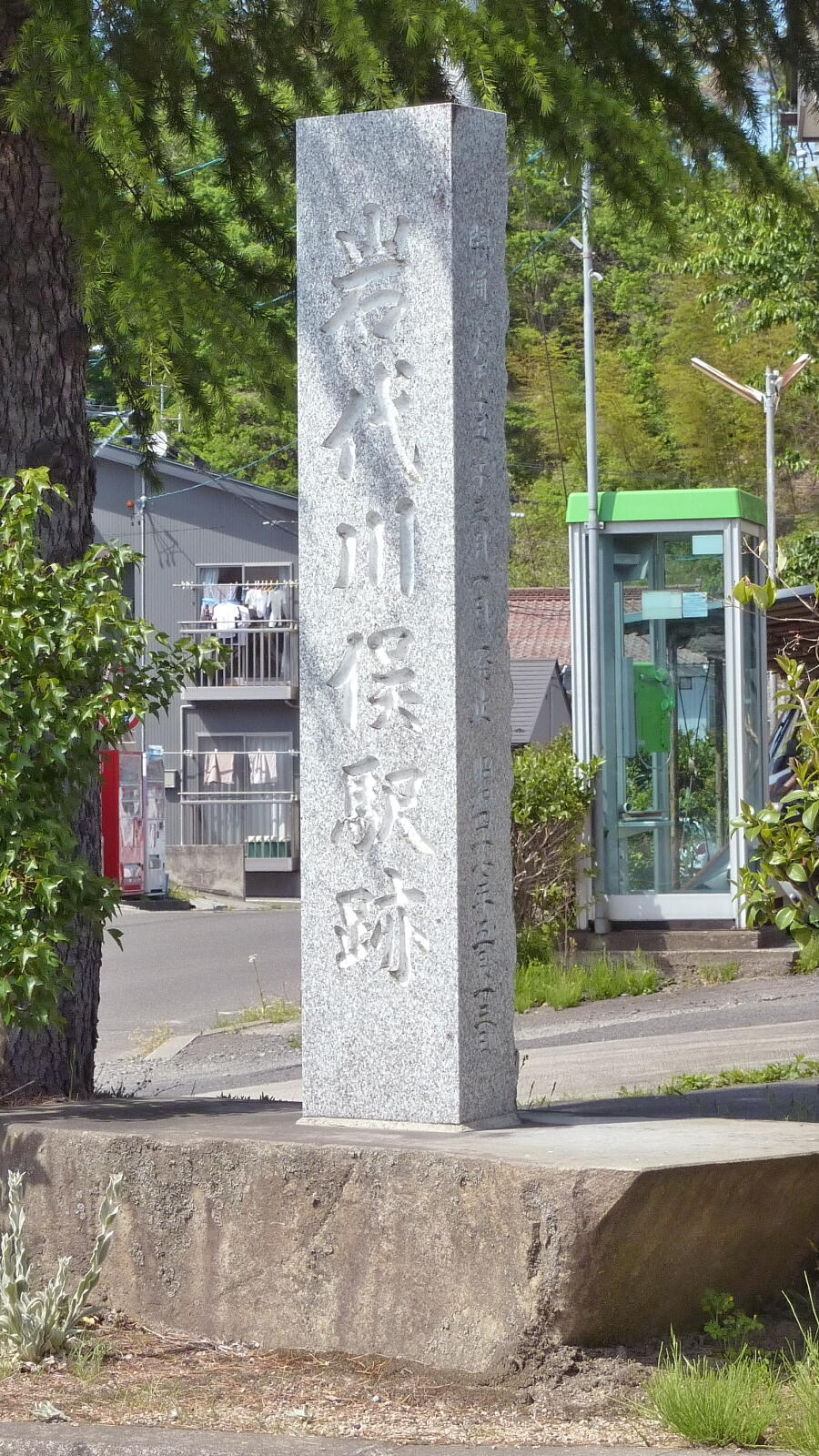
車站遺址的紀念碑

## 相鄰車站
日本國有鐵道（國鐵）
川俁線
岩代飯野－岩代川俁
- 在1934年（昭和9年）11月1日至1941年（昭和16年）8月10日之間，此站至岩代飯野站之間曾經設有岩代大久保站。

## 注腳
1. ↑  「鉄道省告示第120号」《官報》1938年6月15日（日語）（國立國會圖書館數碼化收藏）
2. ↑  「鉄道省告示第230号」《官報》1943年8月7日（日語）（國立國會圖書館數碼化收藏）
3. ↑  「運輸省告示第190号」《官報》1946年7月1日（日語）（國立國會圖書館數碼化收藏）
4. ↑  1972年（昭和47年）5月11日日本國有鐵道公示第45號「運輸営業の廃止の件」